# Idotea granulosa
Idotea granulosa es una especie de crustáceo isópodo marino de la familia Idoteidae.

## Distribución geográfica
Se distribuye por el Atlántico nororiental.